# Bliznice
Bliznice je naseljeno mjesto u općini Kiseljak, Federacija Bosne i Hercegovine, BiH.

## Stanovništvo

### 1991.
Nacionalni sastav stanovništva 1991. godine, bio je sljedeći:
ukupno: 108
- Muslimani - 108

### 2013.
Nacionalni sastav stanovništva 2013. godine, bio je sljedeći:
ukupno: 62
- Bošnjaci - 62